# منطقة غير مترجمة 3' لفيروس كورونا

البنية الثانوية لمغم 3' الخاصة بفيروسات كورونا بيتا السارسية (Sarbecovirus) مأخوذة من قاعدة بيانات Rfam. العائلة RF03125.

المنطقة غير المترجمة 3' الخاصة بفيروس كورونا (بالإنجليزية: Coronavirus 3′ UTR)‏ هي منطقة غير مترجمة في النهاية 3' من جينوم فيروس كورونا (الرنوي موجب الدلالة مفرد السلسلة) تسمى المنطقة غير المترجمة 3' واختصارا مغم 3'  (3′ UTR). المنطقة غير المترجمة 3′ مسؤولة على عدة وظائف بيولوجية مهمة مثل تضاعف الفيروس. تملك المنطقة غير المترجمة 3′ بنية رنا ثانوية منحفظة لكن تملك مختلف أجناس كورونا (ألفا، بيتا، جاما، دلتا) ميزات بنيوية مختلفة لها، وهي موصوفة بالأسفل.

## مغم 3' الخاصة بفيروس كورونا ألفا

بنية الرنا الثانوية المجمع عليها والمحفوظ تسلسلها لمغم 3' الخاصة بفيروسات كورونا ألفا (Rfam RF03121).

تتكون المنطقة غير المترجمة 3′ الخاصة بفيروسات كورونا ألفا من حلقتين جذعيتين صغيرتين: (PK-SL2) والتي يمكنها تشكيل هيئة بديلة و(PK-SL1). تتآثر منطقة الحلقة من الحلقة الجذعية الثانية مع جذع الحلقة الجذعية الأولى (طالع عقدة كاذبة لمغم 3' لفيروس كورونا). تم إثبات وجود PK-SL2 في فيروس كورونا البشري 229E وفيروس كورونا البشري NL63 عبر تجارب سبر البنية في المختبر. يتواجد مع الاتجاه بالنسبة للعقدة الكاذبة منطقة فائقة التغير (HVR) تدعهما العديد من تغيرات أزواج القواعد في فيروسات كورونا ألفا. زيادة على ذلك، تحتوي هذه المنطقة فائقة التغير على تسلسل محفوظ ثماني 5′-GGAAGAGC-3′.‏

## مغم 3' الخاصة بفيروس كورونا بيتا

بنية الرنا الثانوية المجمع عليها والمحفوظ تسلسلها لمغم 3' الخاصة بفيروسات كورونا بيتا (Rfam RF03122).

طول المنطقة غير المترجمة 3' الخاصة بفيروسات كورونا بيتا حوالي 300-500 نوكليوتيد، توجد في النهاية 5' من المنطقة غير المترجمة 3' الحلقة الجذعية المنتبجة (BSL) التي تبدأ مع الاتجاه بالنسبة لكودون توقف جين القفيصة النووية وهي لازمة لتضاعف الفيروس، ويتنبؤُ بأنها منحفظة بين فيروسات كورونا بيتا. يتواجد مع الاتجاه بالنسبة للحلقة المنتبجة منطقة الحلقة الجذعية المنتبجة فائقة التغير (HVR) التي تحتوي ملتقى لثلاث حلقات جذعية. تساهم حلقة دبوس الشعر (hairpin stem-loop) التي تنتج من هذا الملتقى في ترابطها مع منطقة الـBSL لتشكيل العقدة الكاذبة. تتداخل العقدة الكاذبة والـBSL جزئيا لذلك لا يمكن لهما التشكل في آن واحد. اقتُرح أن العقدة الكاذبة والحلقة الجذعية المنتبجة يعملان كمبدل جزيئي قد ينظم الترجمة أثناء تخليق الرنا الفيروسي. جزء من الـHVR هو التسلسل الثماني 5′-GGAAGAGC-3′ المحفوظ بين فيروسات كورونا ألفا وبيتا. المغم 3' الخاصة بسارس-كوف-2 مماثلة لنظيراتها في فيروسات كورونا بيتا وطولها حوالي 300-500 نوكليوتيد.

## مغم 3' الخاصة بفيروس كورونا غاما
لوحظت في المنطقة غير المترجمة 3' الخاصة بفيروسات كورونا غاما بينة حلقة جذعية، وهي لازمة لتضاعف الفيروس. ورغم تواجد بنية عقدة كاذبة بجوار الحلقة الجذعية -لوحظت هذه العقدة الكاذبة في أجناس كورونا الأخرى كذلك- إلا أن أهميتها الوظيفية غير محددة لحد الآن.

## مغم 3' الخاصة بفيروس كورونا دلتا

بنية الرنا الثانوية المجمع عليها والمحفوظ تسلسلها لمغم 3' الخاصة بفيروسات كورونا دلتا (Rfam RF03124).

توجد حلقتا دبوس شعر صغيرتين ومنطقة فائقة التغير (HVR) في المنطقة غير المترجمة 3' الخاصة بفيروسات كورونا دلتا. بنية العقدة الكاذبة -النموذجي تواجدها بين فيرويات كورونا ألفا وبيتا- لم يتم التنبؤ بوجودها بها لحد الآن.